# Le Broc (Alpes-Maritimes)
Le Broc (Occitaans: Lo Bròc; Italiaans (verouderd): Brocco) is een gemeente in het Franse departement Alpes-Maritimes (regio Provence-Alpes-Côte d'Azur). De plaats maakt deel uit van het arrondissement Grasse. Le Broc telde op 1 januari 2022 1.432 inwoners.

## Geografie
De oppervlakte van Le Broc bedroeg op 1 januari 2022 18,65 vierkante kilometer; de bevolkingsdichtheid was toen 76,8 inwoners per km².
De onderstaande kaart toont de ligging van  Le Broc met de belangrijkste infrastructuur en aangrenzende gemeenten.

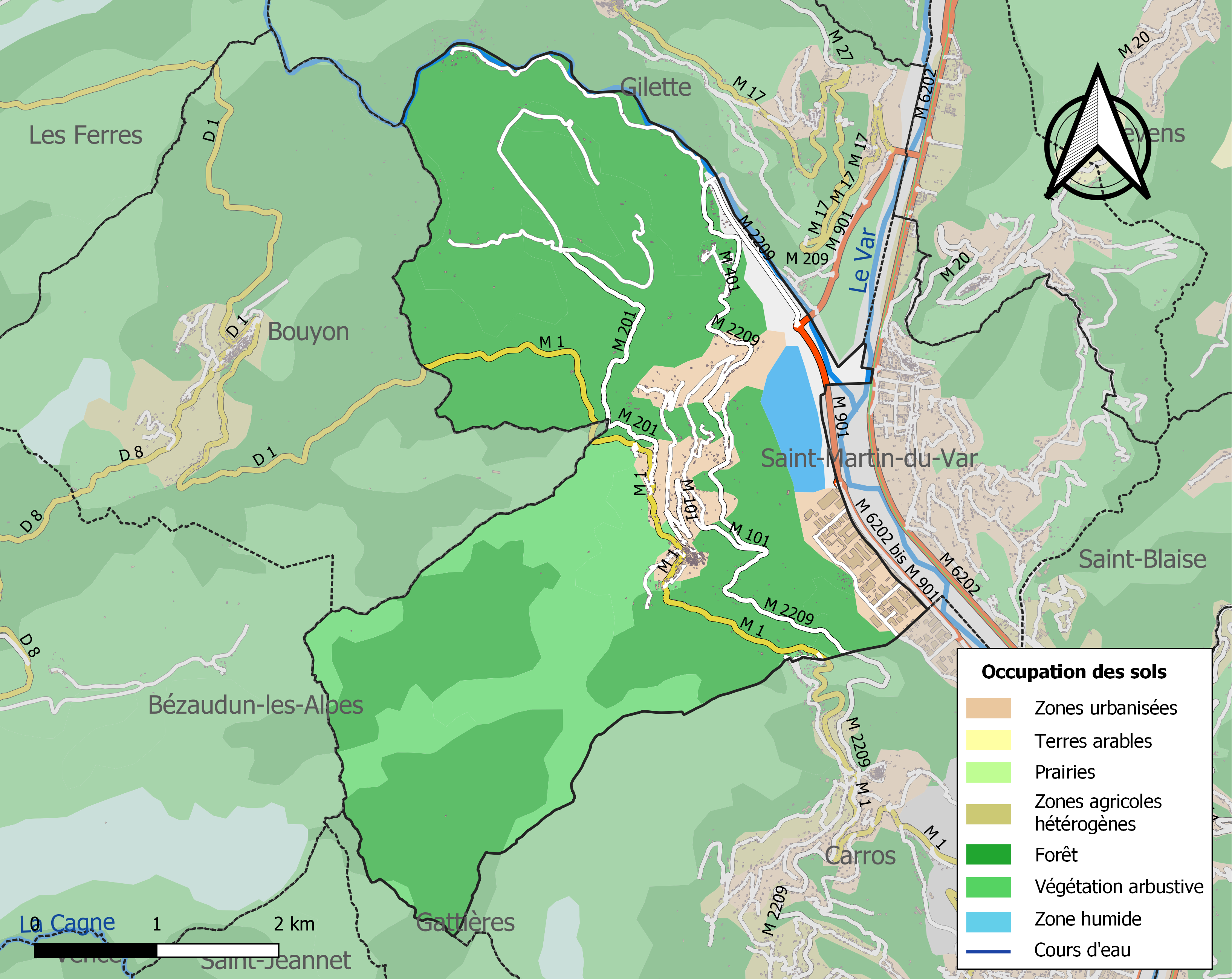

## Demografie
Onderstaande figuur toont het verloop van het inwonertal (bron: INSEE-tellingen).
Vanwege een beveiligingsprobleem met de MediaWiki Graph-software is het momenteel niet mogelijk deze grafiek weer te geven. Zodra de software is bijgewerkt zal de grafiek vanzelf weer zichtbaar worden.

## Afbeeldingen

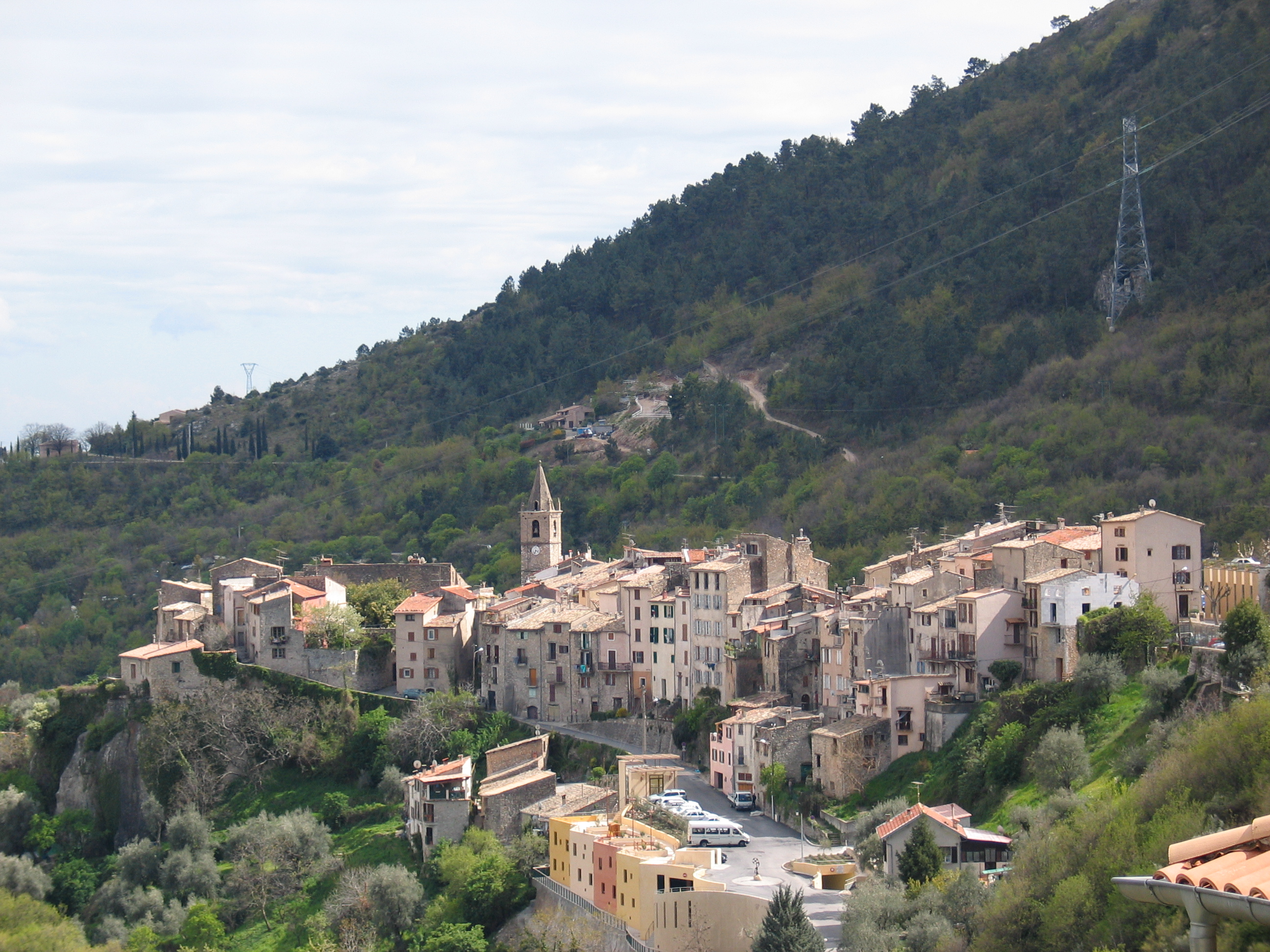
Le Broc
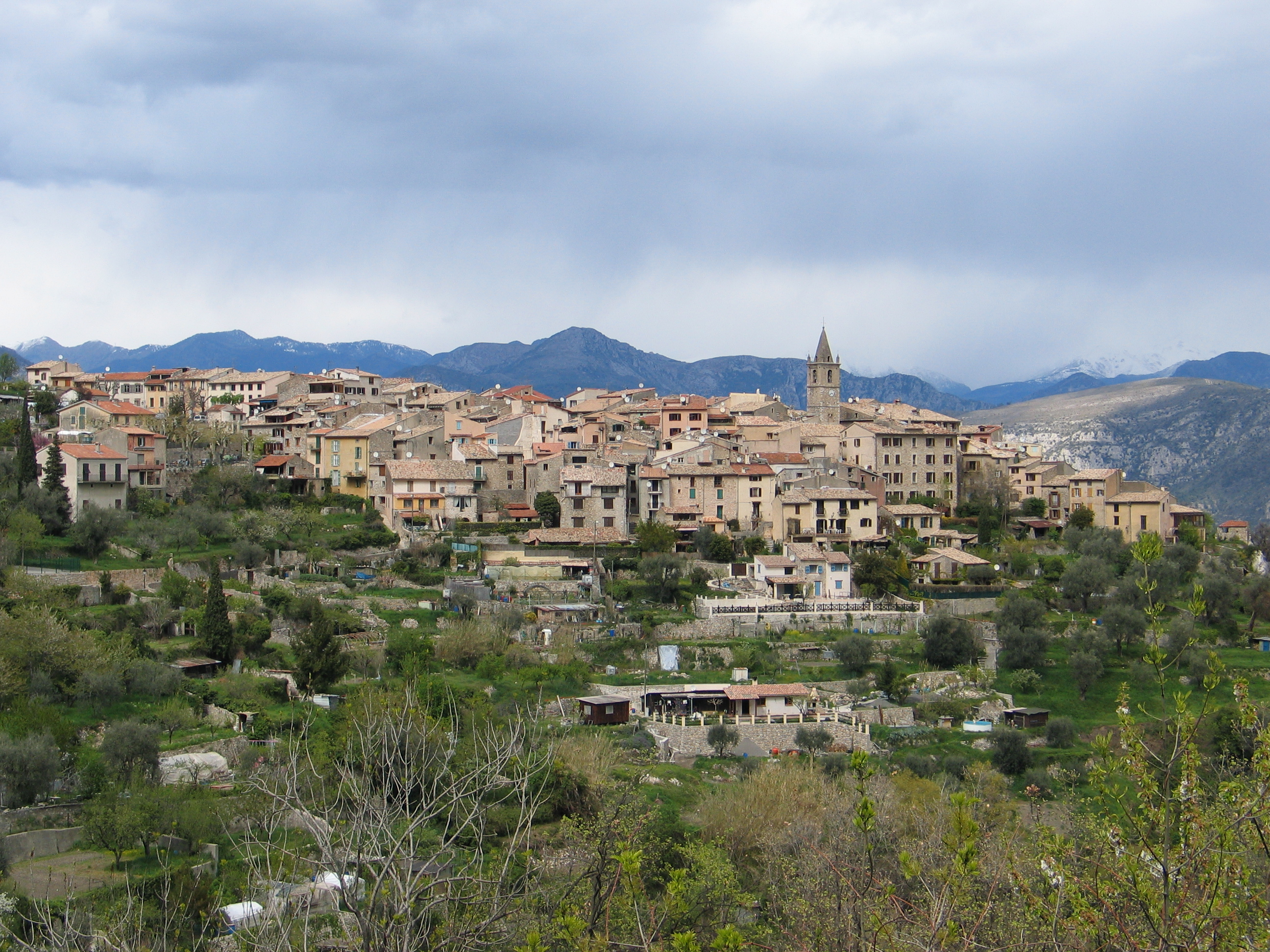
Uitzicht op Le Broc